# Wink Martindale
Pour les articles homonymes, voir Martindale.
Winston Conrad Martindale, dit Wink Martindale, né le 4 décembre 1933 à Jackson (Tennessee) et mort le 15 avril 2025 à Rancho Mirage (Californie), est un disc-jockey, une personnalité de la radio, un animateur de jeux télévisés et un producteur de télévision américain.

## Biographie
Winston Conrad Martindale naît le 4 décembre 1933 à Jackson dans le Tennessee.
D'abord personnalité de la radio, il devient une star de la télévision en tant qu'animateur de jeux télévisés tels que Gambit et Tic-Tac-Dough dans les années 1970 et 1980, et Debt dans les années 1990.
Il est marié à Madelyn Leech de 1954 à 1972.
Wink Martindale meurt le 15 avril 2025 à Rancho Mirage en Californie à l'âge de 91 ans.